# Felisberto II, Duque de Saboia
Felisberto II (em francês: Philibert de Savoie; 10 de abril de 1480 – 10 de setembro de 1504), apelidado de "o Belo" e "o Bom", foi o Duque de Saboia de 1497 até sua morte. Era o filho homem mais velho do duque Filipe II e sua primeira esposa Margarida de Bourbon.

## Biografia
Passa uma parte da sua infância na Corte de França, junto do seu tio materno, Pedro II, Duque de Bourbon, casado com Ana de França, sucedendo a seu pai no ducado em 1497.
Felisberto II leva uma vida despreocupada, confiando o governo dos seus estados a seu meio irmão bastardo, Renato de Saboia, entregando-se aos prazeres da caça. Morre aos 24 anos após uma caçada, sucedendo-lhe seu outro irmão Carlos III.

## Casamentos e Descendência
Em primeiras núpcias, casa com Iolanda Luísa de Saboia, filha de Carlos I e herdeira do ramo sênior da família, nomeadamente dos direitos dinásticos aos tronos de Jerusalém, Chipre e Armênia, mas a jovem faleceu de seguida.
Em 1501, casou com Margarida de Áustria, filha do imperador Maximiliano I e madrinha do futuro Carlos V. Deste casamento nasceu, em 1504, uma filha, Margarida de Saboia, que viveu apenas alguns meses.